# Abraham Segaar
Abraham (Bram) Segaar (Leiden, 4 april 1888 - aldaar, 30 april 1962) was kunstschilder, etser, tekenaar en aquarellist. Hij werd vooral bekend met zijn schilderijen met voornamelijk Nederlandse landschappen als onderwerp in de trant van de Haagse School.

## Leven en werk

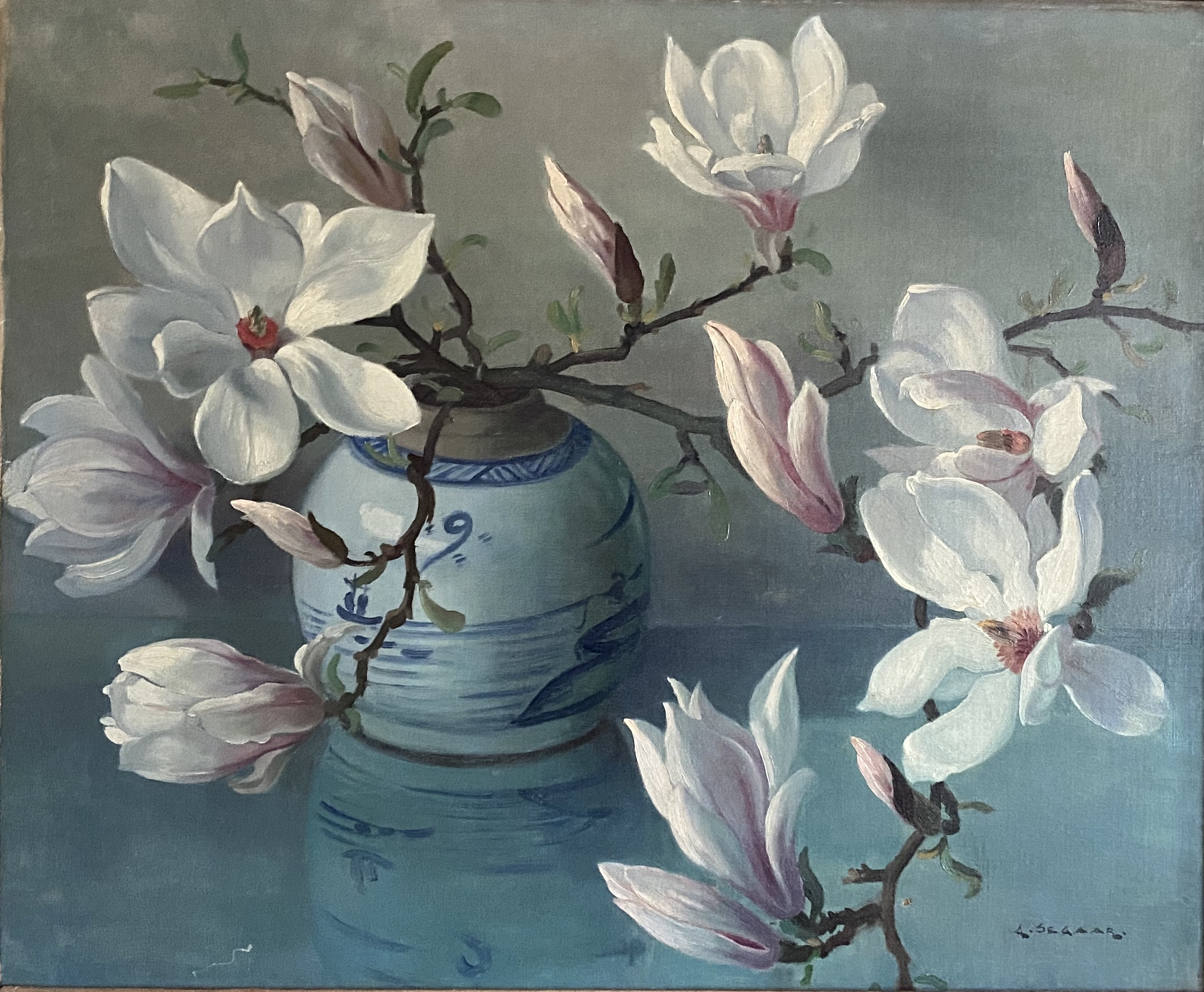
Schilderij van Abraham Segaar

Segaar kreeg zijn opleiding aan de ‘Teekenschool van het genootschap Mathesis Scientiarum Genitrix' te Leiden  en daarna aan de Leidse Vrije Akademie. Als kunstschilder wordt hij aangeduid als autodidact, maar hij kreeg les o.a. van Floris Verster, Cornelis Vreedenburgh en Willem van der Nat. Van 1910 tot 1913 kreeg hij in Laren les van Hendrik Maarten Krabbé.  
In 1911 en 1912 kreeg hij Koninklijke Prijs voor Vrije Schilderkunst. 
Na zijn verblijf in Laren trok hij naar Veere, Brugge en Kaag (dorp). Vanaf 1922 woonde en werkte hij in Nieuwkoop. 